# 앤서니 고든
앤서니 마이클 고든(영어: Anthony Michael Gordon, 2001년 2월 24일 ~ )는 잉글랜드의 축구 선수로 현재 뉴캐슬 유나이티드에서 윙어로 활동하고 있다.

## 어린 시절
고든은 머지사이드주의 리버풀에서 태어났다.

## 클럽 경력

### 에버턴
고든은 리버풀에서 방출된 후 11살 때 에버턴에 입단했다. 2017년 12월 6일, 고든은 아폴론 리마솔과의 유로파리그 원정 경기에서 에버턴의 1군 명단에 이름을 올렸다. 하루 후, 그는 3-0으로 이긴 경기에서 88분에 교체로 들어가 1군 데뷔전을 치렀다.
그는 2020년 1월 웨스트햄과의 경기에서 베르나르드와 교체되어 프리미어리그 데뷔전을 치렀다.
2020년 6월, 고든은 0-0으로 비긴 리버풀과의 경기에서 프리미어리그 첫 선발 출전 기회를 얻었다.
2020년 9월 1일, 고든은 에버턴과 5년 재계약을 맺었다.
2020년 9월, 고든은 EFL컵 경기에 2번 출전하였고, 솔퍼드 시티와의 경기에서 선발 출전 플리트우드 타운과의 경기에서 교체 출전하여 총 2번의 어시스트를 기록하였다.

#### 프레스턴 노스 엔드 (임대)
2021년 2월 1일, 고든은 챔피언십의 프레스턴 노스 엔드로 2020-21 시즌 잔여 기간 동안 임대되었다. 5일 후, 그는 2-1로 패한 로더럼 유나이티드와의 홈 경기에서 선발로 출전하며 프레스턴 소속으로 첫 경기를 치렀다.

### 뉴캐슬 유나이티드
2023년 1월 29일, 고든은 프리미어리그의 뉴캐슬 유나이티드와 장기 계약을 맺고 이적하였다. BBC 스포츠 보도에 의하면 이적료가 기본 £40M이고, 잠재적으로 £45M으로 상승될 수 있다. 2월 4일, 그는 1-1로 비긴 웨스트햄 유나이티드와의 홈경기에서 69분에 교체 투입되어 데뷔전을 치렀다.

## 국가대표팀 경력
18세 이하와 19세 이하 대표팀에서 활약한 고든은 2020년 10월 13일 세인트 조지 파크에서 열린 2-0으로 이긴 웨일스와의 경기에서 잉글랜드 U-20 데뷔전을 치렀다.
2021년 11월 5일, 고든은 잉글랜드 U-21에 처음으로 소집되었다. 2021년 11월 11일, 그는 데뷔전인 터프 무어에서 열린 체코 U-21와의 2023년 UEFA U-21 축구 선수권 대회 예선 경기에서 2골을 기록하였고, 팀은 3-1로 승리하였다.

## 수상 내역
개인
- CEE컵 대회 최우수 선수: 2017[16]